# コンブリ
コンブリ （Combrit）は、フランス、ブルターニュ地域圏、フィニステール県のコミューン。コンブリ＝サント＝マリーヌ （Combrit-Sainte-Marine、ブルトン語:Kombrid Sant-Voran）の名が知られており、コミューンの公式サイトではコンブリ＝サント＝マリーヌの表記となっている。

## 地理
コンブリのオデ川河口にはサント＝マリーヌのマリーナがあり、河口の対岸はベノデである。サント＝マリーヌ地区はリゾートが盛んである。

## 歴史

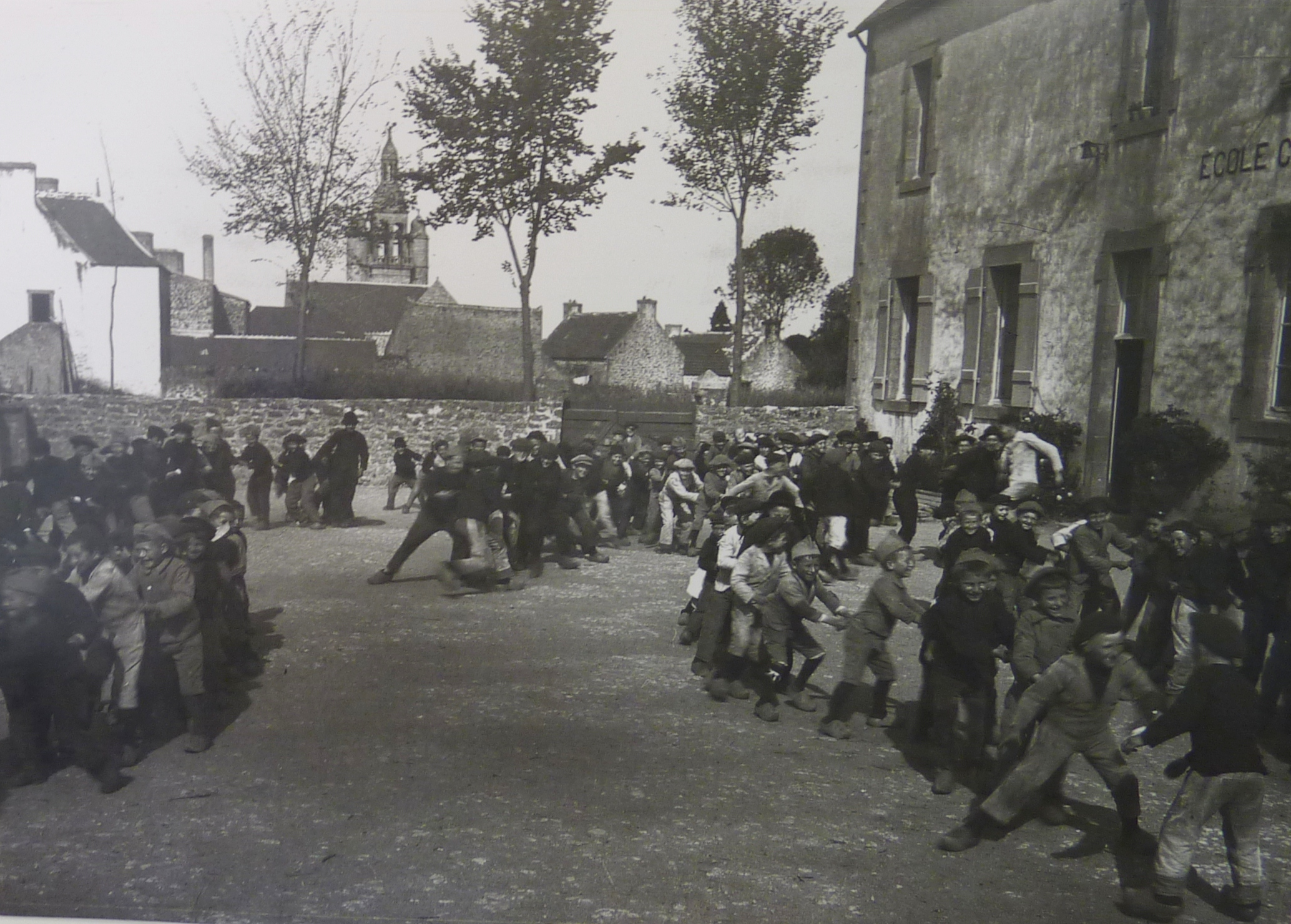
20世紀初頭に撮影された、コンブリの小学校

町には、新石器時代とガロ＝ローマ時代の遺跡が残る。
コンブリはおそらく6世紀頃に誕生したキリスト教の古い教区であった。この教区は現在のイル＝テュディから切り離され、かつてはランブールの一部であった。後にポン＝ラベの教区に併合された。中世のコンブリ教区は、ほぼ全体がポン＝ラベの男爵領に含まれていた。
コンブリは、1592年から1599年までの間のユグノー戦争で人々が迫害を受けた教区のうちの1つである。当時のコンブリはコルヌアイユ司教区に含まれていた。
コンブリのサン・テュグデュガル教会はビグダン地方にあった。1675年6月23日に教区民たちはコスケール領主を攻撃し、この日から印紙税一揆が始まった。教会はその後、1世紀たってから高層部が取り払われ、教会付属の塔がつくられた。これはルイ15世に対して抵抗した、ブルターニュ高等法院の中の反対派首領の1人、ケルサロンのおかげである。塔の建築家の名前のブルトン語発音Bigotは、ビグダン（Bigouden）地方の名の語源になったという仮説がある。
1861年、ポン＝ラベからフエナン間の道路が主要道にランク付けされた。ポン＝ラベ、コンブリ、フエナンの町は道路の維持管理を行うよう決められた。
2008年5月、コミューンは、ブルトン語の日常使用促進を掲げるYa d'ar brezhoneg憲章の批准を可決した。

## 人口統計
| 1962年 | 1968年 | 1975年 | 1982年 | 1990年 | 1999年 | 2006年 | 2010年 |
| ------ | ------ | ------ | ------ | ------ | ------ | ------ | ------ |
| 2262   | 2233   | 2302   | 2495   | 2673   | 3165   | 3394   | 3521   |

参照元:1999年までEHESS、2000年以降INSEE

## 史跡

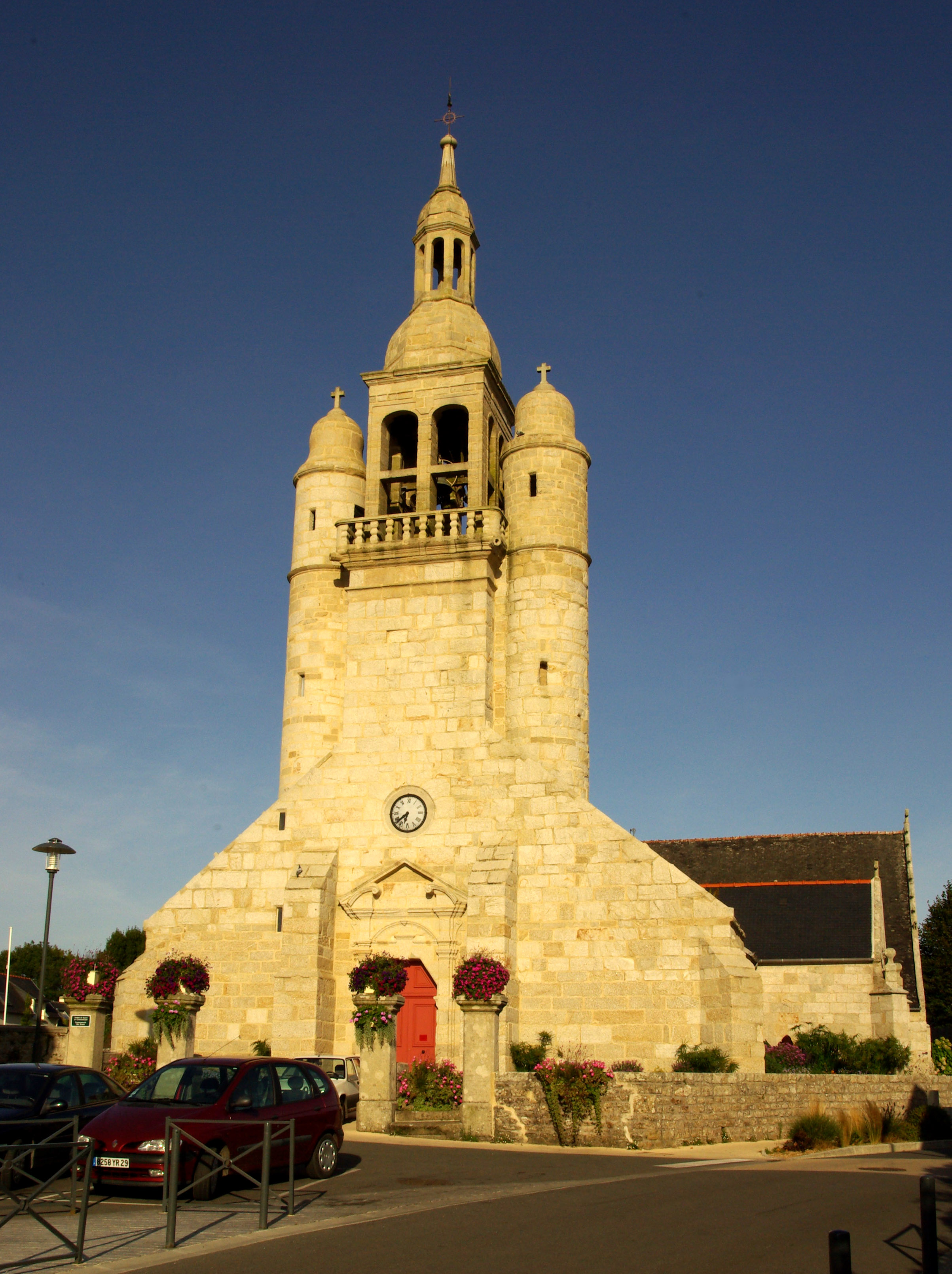
サン・テュグデュアル教会
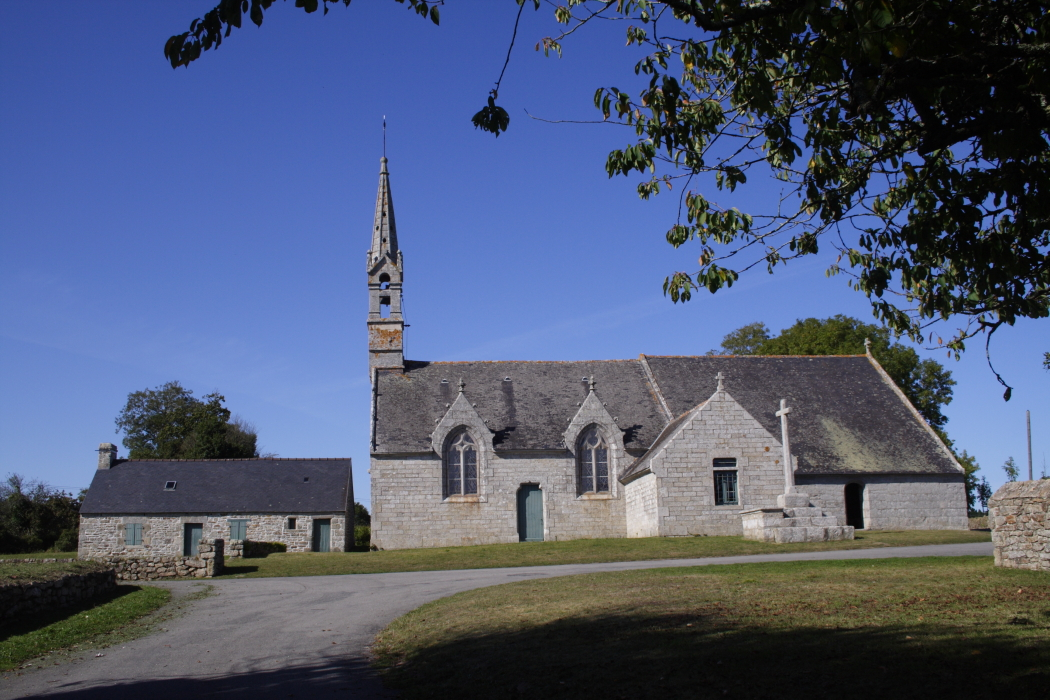
ノートルダム・ド・クラルテ礼拝堂
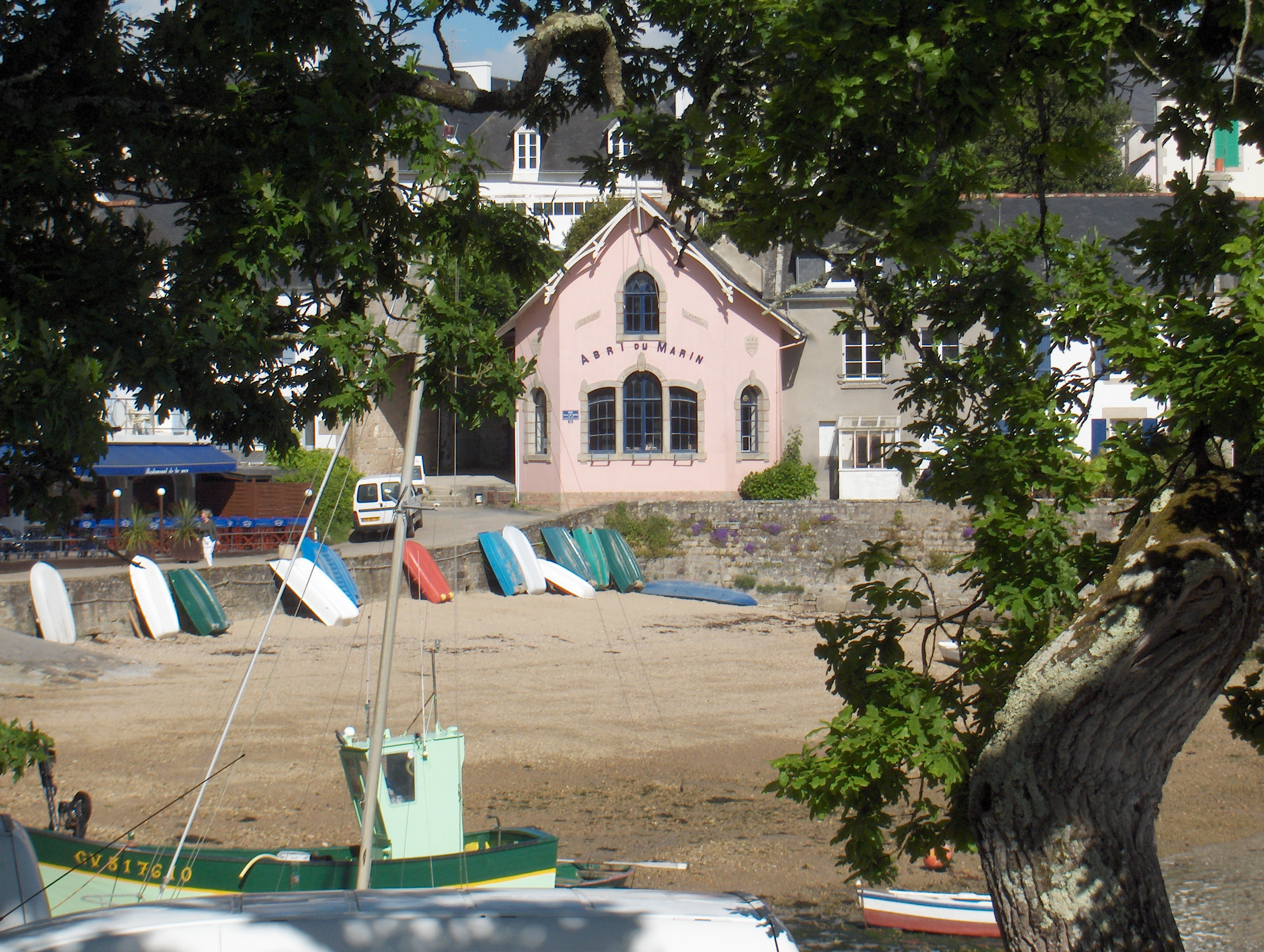
アブリ・デュ・マラン
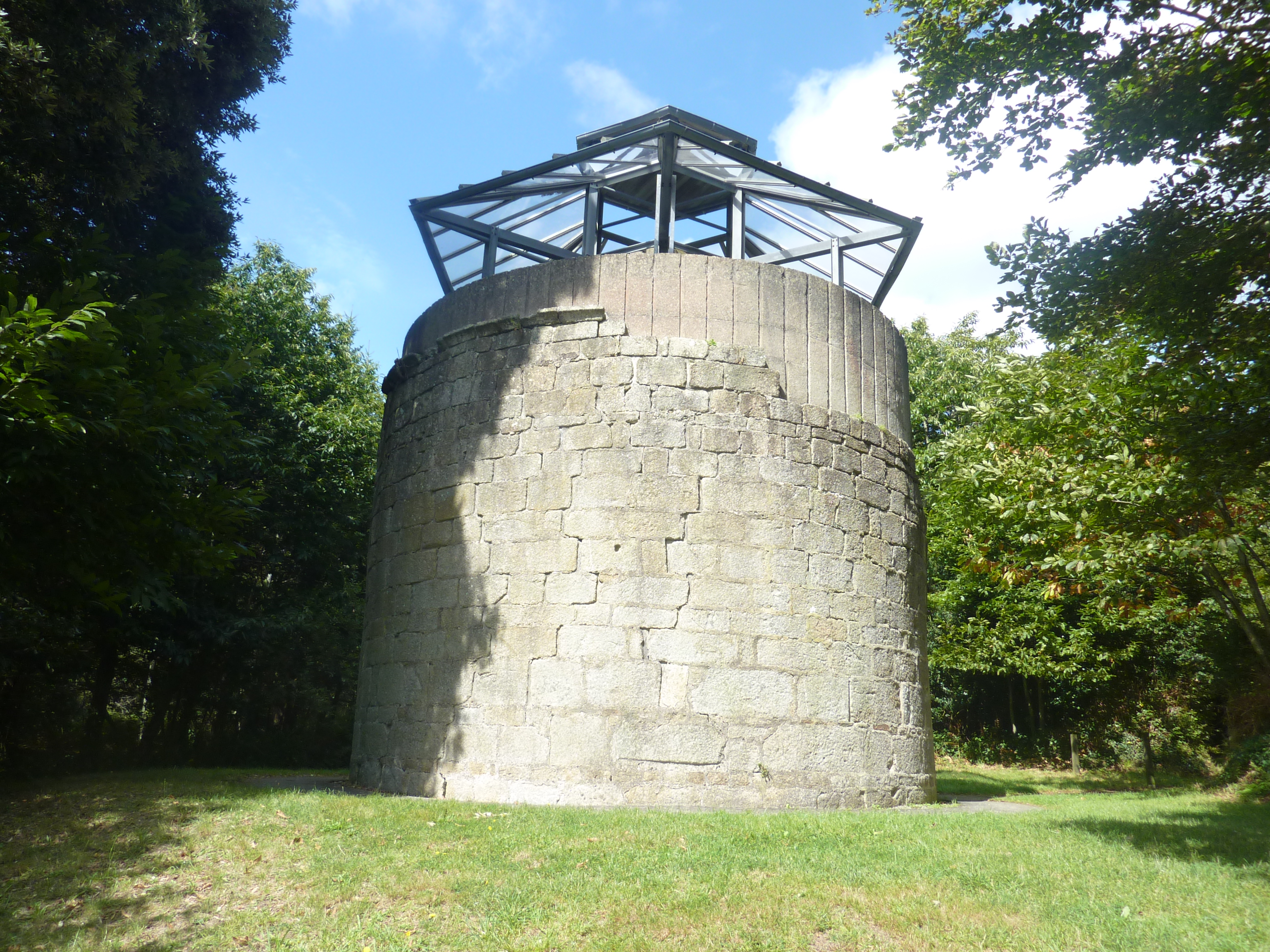
コスケール城址の鳩舎
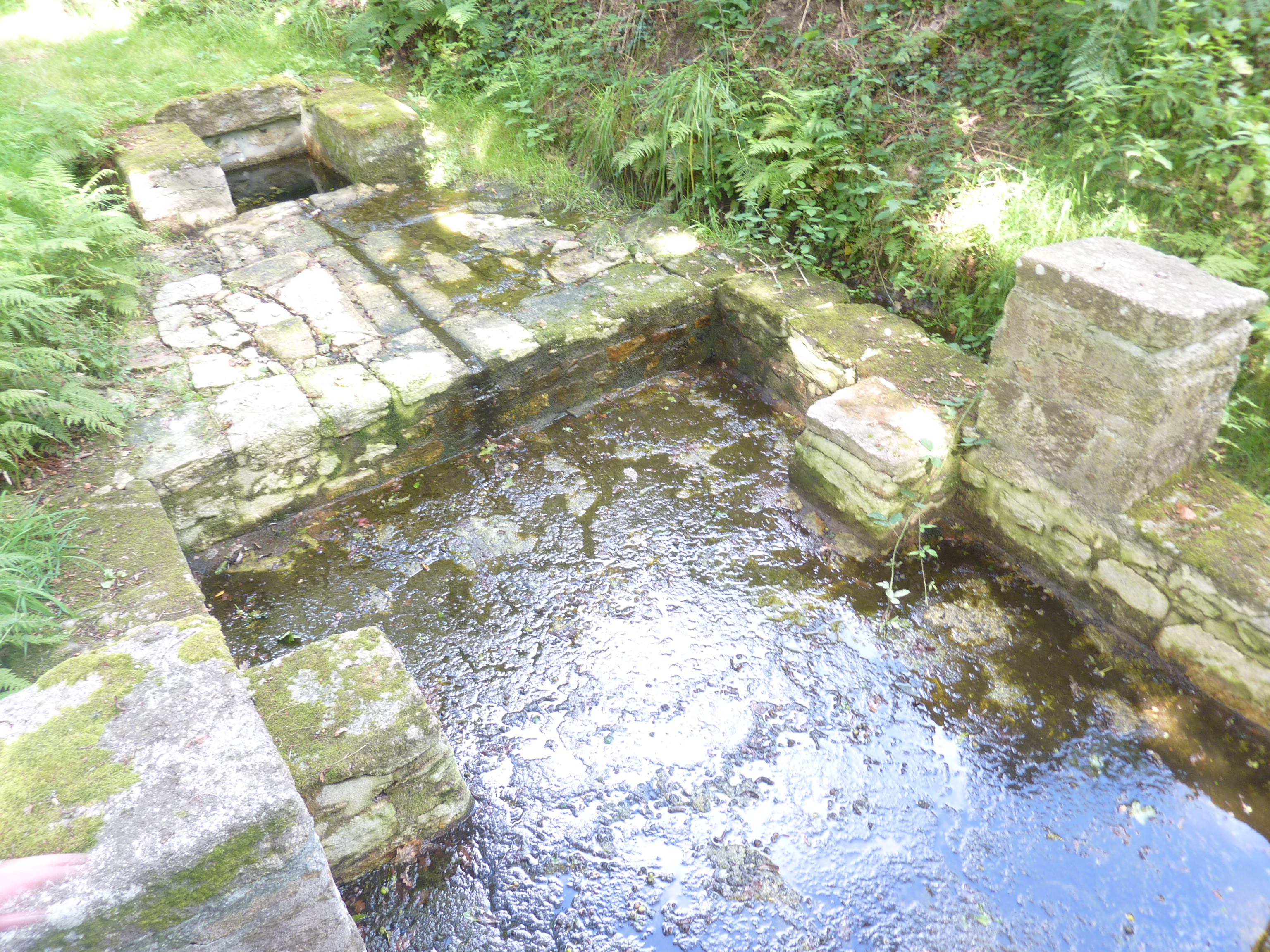
ケルデックの泉と洗濯場

## ゆかりの人物
- リュシアン・シモン - 画家。晩年をコンブリで過ごした
- アンドレ・ドーシェ - 画家。リュシアン・シモンの義弟
- ジャック・ド・テザック - 文化人類学者、写真家、慈善家。当時の船乗りは陸に上がると居酒屋で過ごすことが多く、アルコール中毒症が問題となっていた。船乗りのために健康的な宿泊施設をと、アブリ・デュ・マラン（fr、船員待避所）を提唱。

## 姉妹都市
- グラフェンハウゼン、ドイツ